# Verucchio
Verucchio (romanyol nyelven Vróc) település Olaszországban, Emilia-Romagna régióban, Rimini megyében. Lakosainak száma 10 052 fő (2023. január 1.). Verucchio Poggio Torriana, Rimini, Santarcangelo di Romagna, Sassofeltrio, San Leo, Acquaviva, Borgo Maggiore, Chiesanuova és Serravalle községekkel határos.

## Népesség
A település lakossága az elmúlt években az alábbi módon változott:
| Lakosok száma | 10 072 | 10 012 | 10 052 |
|               | 2017   | 2018   | 2023   |